# Demolirer-Polka
Demolierer-Polka (Polka dei demolitori) op.269, è una polka di Johann Strauss (figlio).
Come molte composizioni della famiglia Strauss, la polka di Johann fa riferimento ad un preciso evento riferito alla storia della capitale austriaca.
Il 20 dicembre 1857 l'imperatore austriaco Francesco Giuseppe decretò che i confini della città di Vienna sarebbero stati estesi per venire incontro al bisogno sempre più necessario di ampliare la capitale.
Fra il 1857 e il 1890 la popolazione di Vienna passò da 430.000 a 820.000 abitanti, il programma di modernizzazione comprendeva anche l'abbattimento degli antichi bastioni (risalenti al medioevo) che circondavano la città; l'incarico di smantellare queste costruzioni venne affidato ad una squadra di demolitori (in tedesco Demolierer) reclutati in varie parti dell'impero: Boemia, Moravia e specialmente dalla Croazia. Questi uomini, a colpi di picconate, buttarono giù per sempre l'antica divisione fra il centro della città e i suoi sobborghi.
La fortificazione medioevale venne sostituita con la costruzione del Ring (l'anello), un viale che circonda tutto il centro della città e sul quale si sarebbero sorti, nel corso degli anni, parchi, piazze, giardini e i palazzi più importanti.
La Demolierer-Polka di Johann avrebbe dovuto avere il suo debutto nell'estate 1862. Invece la prima esecuzione fu condotta dal compositore nella sala da ballo Sperl il 22 novembre 1862.